# Снагостский сельсовет
Сна́гостский сельсовет — муниципальное образование со статусом сельского поселения в Кореневском районе Курской области Российской Федерации.
Административный центр — село Снагость.

## История
Статус и границы сельсовета установлены Законом Курской области от 21 октября 2004 года № 48-ЗКО «О муниципальных образованиях Курской области».

## Население
| 2002 | 2010 | 2012 | 2013 | 2014 | 2015 | 2016 |
| ---- | ---- | ---- | ---- | ---- | ---- | ---- |
| 979  | ↘739 | ↘705 | ↘675 | ↘637 | ↘631 | ↘622 |
| 2017 | 2018 | 2019 | 2020 | 2021 |      |      |
| ↘600 | ↗623 | ↘617 | ↘596 | ↗701 |      |      |

## Состав сельского поселения
| № | Населённый пункт  | Тип населённого пункта       | Население |
| - | ----------------- | ---------------------------- | --------- |
| 1 | Краснооктябрьское | село                         | ↘245      |
| 2 | Снагость          | село, административный центр | ↘494      |

## Археология
В 2,5 км к северу—северо-востоку от северной окраины села Гапоново (Краснооктябрьское) на территории пионерского лагеря во время прокладки водопровода к бане  на многослойном поселении был найден Гапоновский клад колочинской культуры, в состав которого входит более 400 предметов.